# Brest, Francija
Brest je mesto in občina v severozahodni francoski regiji Bretanji. Leta 2021 je mesto imelo 139.619 prebivalcev.

## Geografija
Mesto leži v pokrajini Pays de Léon na zahodnem robu Bretanjskega polotoka, ob izlivu reke Penfeld v zaliv Rade de Brest.

## Zgodovina
Ozemlje Bresta je bilo v antičnem času poseljeno z armoriškim plemenom Osismii. Nastanek naselbine odgovarja izgradnji utrjenega rimskega tabora konec 3. stoletja, ki je sčasoma postala glavno mesto Osismijev, zaradi obrambne lege in nadzora nad morjem prestavljeno iz Vorgiuma (Carhaix). 
V srednjem veku je njegovo pristanišče postalo pomembno za ves zahod. Leta 1593 je Brest z odlokom francoskega kralja Henrika IV. postal mesto. Leta 1631 je z Richelieujem dobil vojaško pristanišče, ki je bilo pod Vaubanom utrjeno (1683).
Med drugo svetovno vojno so imeli Nemci v zalivu močno podmorniško bazo. Uničen med bitko je bil po vojni obnovljen z denarjem iz Zahodne Nemčije (več milijard ameriških dolarjev) kot vojno odškodnino. Proti koncu 20. stoletja je Brest zajela postopna deindustrializacija. V njem so se začele razvijati terciarne dejavnosti. Danes je Brest pomembno univerzitetno mesto. V njem se nahaja Univerza zahodne Bretanje (Université de Bretagne Occidentale), elitna francoska pomorska akademija (École Navale) in vrhunska državna visoka šola naprednih tehnologij (École nationale supérieure de techniques avancées Bretagne).

## Zanimivosti
Brest je poznan po svojem mostu Pont de Recouvrance, zgrajenim 17. julija 1954, vojaškem arzenalu in ulici Rue de Siam. Med zgodovinskimi zgradbami sta obstala edino trdnjava in stolp Tour Tanguy.

## Osebnosti
- Charles-Alexandre Léon Durand Linois (1761-1848), francoski admiral v času Napoleona,
- Georges Thierry d'Argenlieu (1889-1964), duhovnik, diplomat in admiral.

## Pobratena mesta
- Cadiz (Andaluzija, Španija),
- Konstanca (Constanța) (Dobrudža, Romunija),
- Denver (Kolorado, ZDA),
- Dún Laoghaire (Irska),
- Kiel (Schleswig-Holstein, Nemčija),
- Plymouth (Anglija, Združeno kraljestvo),
- Saponé (Burkina Faso),
- Taranto (Apulija, Italija),
- Yokosuka (Honšu, Japonska).